# Martin Usteri
 Martin Usteri  (* 12. Juni 1926 in Zürich; † 10. Mai 2015 ebenda) war ein Schweizer Jurist und Rechtswissenschaftler. 

## Leben
Martin Usteri war ein Spross der alteingesessenen Zürcher Familie Usteri. Er absolvierte das Literargymnasium Rämibühl in Zürich und studierte anschliessend Rechtswissenschaften an der Universität Zürich. 1953 legte er bei Zaccaria Giacometti seine Dissertation vor, wurde 1962 habilitiert und 1975 in Zürich zum Titularprofessor ernannt. Usteri war nicht nur wissenschaftlich tätig, sondern arbeitete hauptberuflich in einer Anwaltskanzlei und betreute dabei zahlreiche privatwirtschaftliche sowie kulturelle Organisationen. Darüber hinaus machte sich der Staats- und Verwaltungsrechtslehrer als Verfasser einflussreicher Gutachten einen Namen. Auch äusserte er sich wiederholt öffentlich zu politischen Themen wie dem Frauenstimmrecht, der Revision der Bundesverfassung oder dem UNO-Beitritt der Schweiz. 1992 trat Martin Usteri in den Ruhestand, engagierte sich aber weiterhin in Stiftungen und anderen Organisationen.

## Werke (Auswahl)
- Theorie des Bundesstaates. Ein Beitrag zur Allgemeinen Staatslehre, ausgearbeitet am Beispiel der Schweizerischen Eidgenossenschaft. Polygraphischer Verlag, Zürich 1954.
- Theorie der Verwaltung in Formen des Privatrechts (Studie zur Lehre vom Freiheitsstaat ausgearbeitet am Beispiel des schweizerischen Rechts). In: Annuario di diritto comparato e di studi legislativi. 38, 1964, S. 168–243.
- Die Funktion der Regierung im modernen föderalistischen Staat. Braumüller, Wien 1977.
- Das Verhältnis von Staat und Recht zur Wirtschaft in der Schweizerischen Eidgenossenschaft. Volkstümliches Recht als Gegensatz zur Verwaltungsherrschaft. Schulthess, Zürich 1981.
- Mit Emil E. Jaeggi und Robert Bossard: Vorschlag für eine revidierte und erneuerte Bundesverfassung der Schweizerischen Eidgenossenschaft. Schulthess, Zürich 1996.
- Personalismus, Föderalismus und menschengerechter Staat heute. Schulthess, Zürich 2006.